# Liste des épisodes de Médium
Cet article présente la liste des épisodes de la série télévisée américaine Médium (Medium).

## Première saison (2005)
1. Sixième sens (Pilot)
2. L'Homme de mes rêves (Suspicions and Certainties)
3. Jusqu'à ce que la mort… (A Couple of Choices)
4. Le Grand Méchant Loup (Night of the Wolf)
5. Soupçons (In Sickness and Adultery)
6. Le Bon Samaritain (Coming Soon)
7. Diabolique (Jump Start)
8. Cas de conscience (Lucky)
9. Il était une fois… (Coded)
10. Insomnies (The Other Side of the Tracks)
11. J'ai épousé une télépathe (I Married a Mind Reader)
Alitée par une grippe et droguée par les médicaments prescrits, Allison regarde une série très populaire des années 60, intitulée " J'ai épousé une télépathe ", dans laquelle le couple vedette Henry et Abigail sont ensemble à l'écran comme dans la vie. Fan de cette série où la femme entendait les pensées d'un mari mesquin et infidèle, Allison se souvient que le programme s'est brusquement arrêté lorsque Henry Stoller a été inculpé du meurtre de son épouse. En s'endormant devant la série, la médium plonge alors dans un rêve étrange où elle accède aux coulisses en incarnant une certaine Dorothée, assistante d'Abigail sur le plateau, dont elle comprend qu'elle était la maîtresse d'Henry et probablement le véritable assassin de l'actrice...
12. Fantômes (A Priest, a Doctor and a Medium Walk Into an Execution Chamber) 
Sur ordre du procureur, Allison est forcée d'assister à l'exécution du détenu Reynaldo Cerrera, grand criminel et violeur, afin de prendre conscience du sérieux de son métier. Cependant, elle est surprise de ne pas voir l'âme du prisonnier s'échapper du corps inerte. Plus tard, la petite amie de Cerrera est assassinée au domicile du condamné et le témoin, son amant, affirme avoir vu le défunt et le prouve grâce à une photo prise juste avant le meurtre... Par ailleurs, Ariel fait part à ses parents de son attachement pour un camarade avec qui elle réalise un projet scolaire ; seulement, quand la médium rencontre le jeune garçon, elle sent que celui-ci fera du mal à sa fille...
13. Turbulences (Being Mrs. O'Leary's Cow)
 À la suite de la disparition d'une femme, Devalos et Scanlon s'en remettent à Allison pour démolir l'alibi suspicieux du mari, pilote de ligne, contre qui les preuves sont accablantes. Dès ses premières visions évoquant un crash d'avion meurtrier, Allison se trouve confrontée à un terrible dilemme : mettre cet homme derrière les barreaux ou l'empêcher de croupir en prison pour sauver des centaines de vies innocentes ?
14. Affaires classées (In the Rough)
 A la réouverture d'un procès classé depuis dix ans, le procureur Delavos charge Allison d'encadrer les avocats de la défense pour annuler la condamnation du prisonnier. Les choses se compliquent lorsque Allison est persuadée de l'innocence de l'inculpé mais pressent l'implication de quelqu'un lui étant familier. Au tribunal, elle est surprise de voir Lee Scanlon appelé à la barre des témoins. Soudainement, le sombre passé du détective ressurgit...
15. Une âme maléfique (Penny For Your Thoughts)
16. De l'autre côté du miroir (1re partie) (When Push Comes to Shove - Part 1) 
Au moment où Allison décide de prendre un peu de distance avec son métier pour se consacrer à sa famille, une enquête criminelle lui est confiée dans l'urgence. Une affaire sans indice ni suspect dont la vision sollicite la présence du Capitaine Kenneth Push des Texas Rangers. Réunis pour la seconde fois, la médium assiste alors l'agent dans la plus macabre des enquêtes de sa carrière.

## Deuxième saison (2005-2006)
1. De l'autre côté du miroir (2e partie) (When Push Comes to Shove - Part 2) 
Alors que le Capitaine Push se débat entre la vie et la mort, Allison se bat pour déchiffrer des messages confus émanant de l'au-delà, dans l'espoir de stopper le serial killer avant qu'il ne repère sa prochaine victime.
2. Toujours la même chanson (The Song Remains the Same) 
Tous les bruits extérieurs résonnent dans la tête d'Allison au rythme d'une chanson populaire qui se répète inlassablement en boucle. Cette comptine donne des indices à Allison pour localiser une étudiante disparue.
3. Double personnalité (Time Out of Mind) 
Allison se réveille un matin, elle n'a plus de mari, plus d'enfant, une autre femme vit dans sa maison, elle n'existe plus pour le bureau du procureur, et elle s'appelle Beverly. Que s'est-il passé?
4. Somnambule (Light Sleeper)
 Allison se retrouve en pleine nuit, au milieu de l'autoroute, à essayer d'arrêter les voitures, en hurlant qu'elle a besoin d'argent. Joe la ramène à la maison. Mais chaque nuit, elle se relève et fait des choses très étranges. Joe ne sait plus quoi faire...
5. Lyla (Sweet Dreams)
 Allison fait un rêve qui la conduit à revivre sa première vision ; elle se souvient alors d'une ancienne amie de fac qui souhaitait changer de vie et décide de la retrouver. Pendant ce temps, un homme sollicite l'aide du procureur Devalos pour retrouver sa fille, disparue depuis une semaine...
6. À armes égales (Dead Aim)
 Allison rêve d'un massacre dans les locaux du procureur : un tueur fou tire sur plusieurs personnes et finit par la menacer. A cet instant, un "Game Over" s'inscrit sur l'écran. La médium se réveille et fait le lien avec les jeux vidéo auxquels elle se promet de ne plus jamais jouer ! Mais ce rêve n'est-il pas prémonitoire ?
7. Verdict (Judge, Jury & Executioner) 
Joe est désigné juré au cours d'un procès dans lequel un homme est accusé du meurtre de sa richissime femme. Allison commence à avoir des visions de l'homme en question mais le procureur Davalos lui ordonne de ne pas travailler sur le dossier parce qu'elle serait au centre d'un conflit d'intérêts...
8. Retour de flammes (Too Close to Call)
 Le procureur Devalos est en pleine campagne pour se faire réélire mais Allison a une vision qui pourrait bien mettre en péril la réélection de son patron. Parallèlement, Joe rencontre par hasard une ancienne petite amie.
9. Un peu d'âme sur la toile (Still Life)
 Allison est attirée dans une galerie d'art où elle découvre les œuvres d'un artiste populaire. Alors qu'elle regarde une de ses toiles, des images en trois dimensions sortent de la peinture, ce qui l'amène à penser que le peintre est impliqué dans un crime. De son côté, Joe se voit proposer une offre de travail par un de ses anciens collègues.
10. Esprit vengeur (The Reckoning) 
Allison rêve d'un accident de voiture dans lequel elle heurte une jeune fille. Dans son cauchemar, la médium voit également une femme dont la maison est hantée. Elle découvre que cette femme s'est suicidée, et tente alors de rassembler les différentes pièces de ce puzzle...
11. Dans la peau d'un autre (Method to His Madness)
 Allison est obsédée par un meurtrier psychopathe qu'elle ne peut sortir de son esprit, à tel point que son mari Joe s'inquiète pour le bien-être de leurs filles...
12. Une petite voix dans la tête (Doctor's Orders) 
  L'esprit maléfique d'un docteur serial-killer est de retour et s'attaque cette fois à la fille d'Allison, Ariel.
13. Instinct maternel (Raising Cain)
Allison aide à la police à localiser un enfant disparu.
14. Amnésie (A Changed Man)
Victime d'une contusion mineure en glissant dans sa baignoire, Allison se rend chez le radiologue où lui vient une vision étrange sur un homme qu'elle vient juste de rencontrer...
15. Raison et sentiments (Sweet Child O' Mine)
 Allison éprouve quelques difficultés à rester impartiale et développe un sentiment de protection maternelle envers un adolescent accusé du meurtre de son ancien patron. Côté vie de famille, Bridgette ramène au domicile des DuBois un chien égaré qu'elle désire adopter.
16. Paranoïa (Allison Wonderland)
Allison aide le bureau du Procureur à rechercher le frère d'un ami proche. Durant l'enquête, elle se méfie tellement des agents du gouvernement, chargés de la lutte antiterroriste, qu'elle en devient paranoïaque. Chez les Dubois, l'idée que Bridget puisse communiquer avec un écrivain disparu incommode Joe.
17. L'amour est aveugle (Lucky In Love)
Après avoir rêvé que son frère, Michael était impliqué dans le vol d´une banque, Allison a peur que son rêve ne se réalise quand il arrive pour une visite surprise. En voyant que son frère utilise toujours l´alcool pour faire taire les voix dans sa tête, Allison comprend qu´il est toujours au beau milieu d´un combat intérieur entre celui qu´il voudrait être et celui qu´il est vraiment...
18. SOS (S.O.S.)
Allison met sa famille en danger en enquêtant sur une série de meurtres n'ayant à priori pas de liens entre eux. Bridgette doit faire un exposé en classe pour présenter le travail de sa mère
19. Un flic dans la mafia (Knowing Her)
Trois jeunes filles sont retrouvées mortes. Allison est alors fortement perturbée d'avoir des visions impliquant le détective Scanlon dans cette affaire de meurtre...
20. Un regard dans la nuit (The Darkness Is Light Enough)
Allison rêve à plusieurs reprises d'une femme épiée dans sa chambre par un étranger.
21. L'Ange de la mort (Death Takes a Policy)
Allison rêve de son propre enterrement auquel assiste toute sa famille. Dans la noirceur de ce songe - prémonitoire ?, elle voit pour la première fois apparaître un homme qui prétend être l'"Ange de la Mort". Parallèlement, elle enquête sur la mort d'un médecin tout en se demandant si sa propre vie n'est pas proche de s'achever...
22. La Cicatrice du passé (Twice Upon a Time)
Allison rêve de son autre vie, celle qu'elle aurait eue si elle était devenue avocate, comme elle l'a toujours désiré...

## Troisième saison (2006-2007)
1. La vie est un rêve (1re partie) (Four Dreams - Part 1)
2. La vie est un rêve (2e partie) (Four Dreams - Part 2)
3. Le Cercle vicieux (Be Kind, Rewind)
4. Démons intérieurs (Blood Relations)
5. La Preuve en image (Ghost In the Machine)
6. Une simple intuition (Profiles In Terror)
7. Telles mères, telles filles (Mother's Little Helper)
8. Toute la vérité, rien que la vérité (The Whole Truth)
9. Mort d'un amoureux transi (Better Off Dead)
10. La Poupée (Very Merry Maggie)
11. Un vieil ami (Apocalypse, Push)
12. Joyeuse St-Valentin (The One Behind the Wheel)
13. Comme si de rien n'était (Second Opinion)
14. Cauchemar (We Had a Dream)
15. Le Garçon d'à côté (The Boy Next Door)
16. Le Démon de l'amour (Whatever Possessed You)
17. L'Angoisse et l'Espoir (Joe Day Afternoon)
18. Association de bienfaiteurs (1-900-Lucky)
19. Pour une poignée de diamants (No One to Watch Over Me)
20. Le Meurtre (Head Games)
21. Les Traîtres… (Heads Will Roll)
22. …et l'assassin (Everything Comes to a Head)

## Quatrième saison (2008)
1. Et maintenant… (And Then)
2. La Peur au ventre (But For the Grace of God)
3. I love Paris (To Have and to Hold)
4. Au cœur du silence (Do You Hear What I Hear?)
5. Le Sacrifice (Girls Ain't Nothing But Trouble)
6. Après l'enfer (Aftertaste)
7. Le Marié, le Dentiste et la Prostituée (1re partie) (Burn Baby Burn - Part 1)
8. Le Marié, le Dentiste et la Prostituée (2e partie) (Burn Baby Burn - Part 2)
9. Jeu macabre (1re partie) (Wicked Game - Part 1)
10. Jeu macabre (2e partie) (Wicked Game- Part 2)
11. Le Cougar (Lady Killer)
12. Meurtre par procuration (Partners In Crime)
13. Tuer ensemble (A Cure For What Ails You)
14. Le malheur des uns… (Car Trouble)
15. …fait le bonheur des autres (Being Joey Carmichael)
16. Le Tourbillon de la vie (Drowned World)

## Cinquième saison (2009)
Attention, certains épisodes ont bénéficié de titres francophones différents en Suisse. Ils sont précisés en second le cas échéant.
1. De toute mon âme / Comme une âme qui vole (Soul Survivor)
2. Marché de dupes / Un fantôme maître chanteur (Things to Do In Phoenix When You're Dead)
3. Le Génie du mal / Succomber à la tentation (A Person of Interest)
4. La Main dans le sac (About Last Night)
5. Les Liens du sang (A Taste of Her Own Medicine)
6. Apocalypse... Now ? (Apocalypse...Now?)
7. Le Mal à la racine (A Necessary Evil)
8. Le Jeu de la vérité (Truth Be Told)
9. La Femme aux deux visages (All in the Family)
10. L'Écrin du temps (Then… And Again)
11. Le Diable au corps (1re partie) (The Devil Inside, Part I)
12. Le Diable au corps (2e partie) (The Devil Inside, Part II)
13. Le Bon…  (How to Make a Killing In Big Business, Part I)
14. La Brute… (How to Make a Killing In Big Business, Part II)
15. …et l'Innocent (How to Make a Killing In Big Business, Part III)
16. Ma femme cette inconnue (The Man in the Mirror)
17. Dent pour dent (The First Bite is the Deepest)
18. Deux visions valent mieux qu'une (The Talented Ms. Boddicker)
19. In extrémis (Bring Me the Head of Oswaldo Castillo)

## Sixième saison (2009-2010)
Attention, certains épisodes ont bénéficié de titres francophones différents en Suisse. Ils sont précisés en second le cas échéant.
1. Les larmes d'Eros (Deja-Vu All Over Again)
2. Confessions d'un masque (Who's That Girl?)
3. Coup de grâce (Pain Killer)
4. Signes extérieurs de folie (The Medium is the Message)
5. Un seul être vous manque (Baby Fever)
6. La nuit des morts-vivants (Bite Me)
7. Sous la contrainte (New Terrain)
8. Au nom du père (Once in a Lifetime)
9. La loi des nombres (The Future's so Bright)
10. Frissons (You Give Me Fever)
11. Maniaque de l'échange (An Everlasting Love)
12. Le corbeau / Cher papa (Dear Dad...)
13. Mascarades / Psychopathe (Psych)
14. Gentleman hacker / Obsession (Will the Real Fred Rovick Please Stand Up)
15. Self-défense / Un esprit sain dans un corps sain (How to Beat a Bad Guy)
16. Noces de sang / Un engagement à la vie, à la mort (Allison Rolen Got Married)
17. À travers ses yeux (1re partie) / Don de sang. Groupe A (There Will Be Blood...Type A)
18. À travers ses yeux (2e partie) / Don de sang. Groupe B (There Will Be Blood...Type B)
19. Sal / Sal Alarme (Sal)
20. Avec le temps (Time Keeps on Slipping)
21. Barney (Dead Meat)
22. Une si belle mort / Puisqu'il faut partir (It's a Wonderful Death)

## Septième saison (2010-2011)
1. Je est une autre (Bring Your Daughter to Work Day)
2. Les signes de Cupidon (The Match Game)
3. M. justice (Means and Ends)
4. Self control (How to Kill a Good Guy)
5. La main au collier (Talk to the Hand)
6. Où étiez-vous quand…? (Where Were You When…?)
7. Xénoglossie (Native Tongue)
8. Tout feu tout flammes (Smoke Damage)
9. Présence indésirable (The People in Your Neighborhood)
10. Du sang sur la voie (Blood on the Tracks)
11. Faites comme chez vous (Only Half Lucky)
12. Et maintenant rêvez (Labor Pains)
13. Toi et moi pour l'éternité (Me Without You)